# Loma Alta (Tarija)
Loma Alta ist eine Ortschaft im Departamento Tarija im südamerikanischen Andenstaat Bolivien.

## Lage im Nahraum
Loma Alta ist zweitgrößter Ort des Kanton Caraparí im Municipio Caraparí im südwestlichen Teil der Provinz Gran Chaco. Die Ortschaft liegt an der Mündung des Río El Chorro Grande in den Río Caraparí auf einer Höhe von 767 m zwischen dem Höhenzug der Serranía Aguaragüe im Osten und der Serranía Itaú im Westen, dreißig Kilometer nordwestlich der Stadt Yacuiba.

## Geographie
Loma Alta liegt am Südostrand der bolivianischen Anden-Kette im Tiefland des subtropischen Gran Chaco, der sich über Nordwest-Paraguay, Nordost-Argentinien und Südost-Bolivien erstreckt. Das Klima ist subtropisch mit heißen und feuchten Sommern sowie mäßig warmen und trockenen Wintern.
Die Jahresdurchschnittstemperatur liegt bei knapp 22 °C, die durchschnittlichen Monatswerte schwanken zwischen 15 °C im Juni/Juli und 26 °C im Januar (siehe Klimadiagramm Yacuiba). Der Jahresniederschlag beträgt knapp 1100 mm, bei einer viermonatigen Trockenzeit von Juni bis September mit Monatsniederschlägen unter 15 mm und einer Feuchtezeit von Dezember bis März mit 160–200 mm Monatsniederschlag.

## Bevölkerung
Die Einwohnerzahl der Ortschaft ist im vergangenen Jahrzehnt auf fast das Doppelte angestiegen:
| Jahr | Einwohner         | Quelle       |
| ---- | ----------------- | ------------ |
| 1992 | keine Detaildaten | Volkszählung |
| 2001 | 483               | Volkszählung |
| 2013 | 910               | Volkszählung |
| 2024 |                   | Volkszählung |

## Verkehrsnetz
Loma Alta liegt in einer Entfernung von 251 Straßenkilometern östlich von Tarija, der Hauptstadt des Departamentos.
Durch Caraparí führt die Nationalstraße Ruta 29, die in nördlicher Richtung nach Palos Blancos führt und dort auf die Ruta 11 trifft. Diese führt 173 Kilometer nach Westen und trifft acht Kilometer vor Tarija auf die Ruta 1, die von dort aus nach Norden den gesamten Altiplano durchquert und über die Großstädte Potosí, Oruro und El Alto schließlich Desaguadero an der peruanischen Grenze erreicht.
In südlicher Richtung beginnt drei Kilometer südlich von Caraparí die 169 Kilometer lange Ruta 33, die über Loma Alta weiter nach Bermejo an der argentinischen Grenze führt und von dort über die Ruta Nacional 50 mit den nordargentinischen Städten Aguas Blancas und Pichanal verbunden ist.